# William Orville Ayres

William Orville Ayres

William Orville Ayres (* 11. September 1817; † 30. April 1887) war ein US-amerikanischer Mediziner und Ichthyologe.

## Leben und Wirken
William Orville Ayres wurde 1817 in Connecticut geboren. Er studierte Medizin an der Yale University und promovierte dort über Tetanus. Bereits früh begann er sich jedoch für die Naturwissenschaften zu interessieren und beschäftigte sich besonders mit der Vogelkunde. Dabei arbeitete er eng mit seinem Freund John James La Forest Audubon zusammen, nach Audubons Tod im Jahr 1844 wandte sich Ayres mit der Begründung, dass die Vogelkunde abgeschlossen sei und es hier nichts mehr zu erforschen gebe, von diesem Gebiet ab und arbeitete fortan in der Ichthyologie.
Im Jahr 1854 wechselte Ayres an die California Academy of Sciences und wurde dort der erste Kurator für Ichthyologie. Die Arbeitsbedingungen waren zu der Zeit sehr schlecht, Ayres stand keine geeignete Beleuchtung zur Verfügung und er musste in Ermangelung wissenschaftlicher Journale seine Erstbeschreibungen in Tageszeitungen veröffentlichen.
Ayres arbeitete vor allem über Stachelköpfe (Sebastinae) und beschrieb viele Arten der Gattung Sebastes. Zur gleichen Zeit arbeitete Theodore Nicholas Gill an der Smithsonian Institution an derselben Gattung. Gill hatte erhebliche Zweifel an der Arbeit von Ayres und kritisierte ihn immer wieder, schlussendlich veröffentlichte er im Jahr 1864 eine Arbeit, in der er Ayres Arbeit im Gesamten hart kritisierte.
Die rücksichtslose Kritik Gills traf Ayres so hart, dass er es fortan ablehnte noch zur Ichthyologie zu publizieren oder forschen. Er verließ San Franzisko im Jahr 1871 und zog zunächst nach Chicago. Dort geriet er in finanzielle Schwierigkeiten und verließ die Stadt 1878 nach New Haven. Wo er an der Yale University Medizin lehrte. Am 30. April 1887 starb William Orville Ayres.
Ayres zu Ehren wurden verschiedene Fisch- und Vogelarten mit dem Artepipheton ayresii benannt.